# Fjodor Saweljewitsch Chitruk
Fjodor Saweljewitsch Chitruk (russisch Фёдор Савельевич Хитрук; * 18. Apriljul. / 1. Mai 1917greg. in Twer; † 3. Dezember 2012 in Moskau) war ein russischer Animator, Filmregisseur und Drehbuchautor.

## Leben
Fjodor Chitruk fing 1938 beim Sojusmultfilm-Studio an, wo er 25 Jahre lang als Animator arbeitete. Seinen ersten eigenen Film, Geschichte eines Verbrechens, produzierte er 1961. Darin geht es um einen Mann, der nicht einschlafen kann, weil die Nachbarn so laut sind. Der darin verwendete Stil unterschied sich stark von den damaligen sowjetischen Animationsfilmen, indem er sich mehr an amerikanischen Vorbildern wie etwa United Productions of America orientierte. Da der neue Stil internationale Aufmerksamkeit erzeugte, gewannen die Animatoren mehr künstlerische Freiheit als in anderen Medien.
Chitruk gründete 1993 mit den anderen Animatoren Juri Borissowitsch Norstein, Andrei Jurjewitsch Chrschanowski und Eduard Wassiljewitsch Nasarow die Animationsschule und -studio SchAR in Russland.
Für sein Gesamtschaffen wurde er 1987 zu seinem 70. Geburtstag mit dem Findlingspreis ausgezeichnet.

## Filmografie
- 1962: Geschichte eines Verbrechens (История одного преступления)
- 1964: Топтыжка
- 1965: Die Ferien des Bonifazius (Каникулы Бонифация)
- 1966: Der Mensch im Rahmen (Человек в рамке)
- 1967: Отелло-67
- 1968: Film, Film, Film (Фильм, фильм, фильм)
- 1969: Winnie Pooh (Винни-Пух)
- 1970: Junger Mann namens Engels – Ein Portrait in Briefen (Юноша Фридрих Энгельс)
- 1971: Pu der Bär macht einen Besuch (Винни-Пух идёт в гости)
- 1972: Pu der Bär und der ausgefüllte Tag (Винни-Пух и день забот)
- 1973: Insel (Остров)
- 1974: Ich schenke dir einen Stern (Дарю тебе звезду)
- 1976: Ikarus und die Weisen (Икар и мудрецы)
- 1982: Олимпионики
- 1984: Löwe und Stier (Лев и Бык)